# Givardon
Givardon és un municipi francès, situat al departament de Cher i a la regió de Centre – Vall del Loira. L'any 2007 tenia 324 habitants.

## Demografia

### Població
El 2007 la població de fet de Givardon era de 324 persones. Hi havia 136 famílies, de les quals 43 eren unipersonals (31 homes vivint sols i 12 dones vivint soles), 58 parelles sense fills, 31 parelles amb fills i 4 famílies monoparentals amb fills.
La població ha evolucionat segons el següent gràfic:
Habitants censats

### Habitatges
El 2007 hi havia 268 habitatges, 145 eren l'habitatge principal de la família, 81 eren segones residències i 41 estaven desocupats. 258 eren cases i 9 eren apartaments. Dels 145 habitatges principals, 105 estaven ocupats pels seus propietaris, 30 estaven llogats i ocupats pels llogaters i 11 estaven cedits a títol gratuït; 3 tenien una cambra, 19 en tenien dues, 34 en tenien tres, 45 en tenien quatre i 45 en tenien cinc o més. 100 habitatges disposaven pel capbaix d'una plaça de pàrquing. A 77 habitatges hi havia un automòbil i a 44 n'hi havia dos o més.

### Piràmide de població
La piràmide de població per edats i sexe el 2009 era:
| Homes | Edats   | Dones |
| ----- | ------- | ----- |
| 0     | 95 o +  | 0     |
| 0     | 90 a 94 | 0     |
| 0     | 85 a 89 | 8     |
| 8     | 80 a 84 | 0     |
| 8     | 75 a 79 | 0     |
| 12    | 70 a 74 | 16    |
| 16    | 65 a 69 | 12    |
| 4     | 60 a 64 | 4     |
| 16    | 55 a 59 | 8     |
| 8     | 50 a 54 | 12    |
| 12    | 45 a 49 | 8     |
| 16    | 40 a 44 | 8     |
| 0     | 35 a 39 | 12    |
| 12    | 30 a 34 | 4     |
| 4     | 25 a 29 | 4     |
| 0     | 20 a 24 | 0     |
| 4     | 15 a 19 | 4     |
| 4     | 10 a 14 | 16    |
| 12    | 5 a 9   | 4     |
| 4     | 0 a 4   | 0     |

## Economia
El 2007 la població en edat de treballar era de 194 persones, 132 eren actives i 62 eren inactives. De les 132 persones actives 108 estaven ocupades (61 homes i 47 dones) i 24 estaven aturades (11 homes i 13 dones). De les 62 persones inactives 26 estaven jubilades, 7 estaven estudiant i 29 estaven classificades com a «altres inactius».

### Ingressos
El 2009 a Givardon hi havia 132 unitats fiscals que integraven 295 persones, la mediana anual d'ingressos fiscals per persona era de 16.119 €.

### Activitats econòmiques
Dels 8 establiments que hi havia el 2007, 2 eren d'empreses de construcció, 2 d'empreses de comerç i reparació d'automòbils, 1 d'una empresa d'hostatgeria i restauració, 1 d'una empresa d'informació i comunicació, 1 d'una empresa immobiliària i 1 d'una empresa de serveis.
Dels 3 establiments de servei als particulars que hi havia el 2009, 1 era un taller de reparació d'automòbils i de material agrícola, 1 electricista i 1 empresa de construcció.
L'únic establiment comercial que hi havia el 2009 era una botiga de menys de 120 m².
L'any 2000 a Givardon hi havia 22 explotacions agrícoles que ocupaven un total de 1.639 hectàrees.

## Equipaments sanitaris i escolars
El 2009 hi havia una escola elemental integrada dins d'un grup escolar amb les comunes properes formant una escola dispersa.

## Poblacions més properes
El següent diagrama mostra les poblacions més properes.